# Джеймс де Міль
Джеймс де Мілль (англ. James De Mille) (23 серпня 1833, Сент-Джон, Нью-Брансвік — 28 січня 1880, Галіфакс, Нова Шотландія) — канадський вчений-літературознавець, професор університету та письменник.

## Життєпис
Де Міль народився в Сент-Джоні, Нью-Брансвік, у сім'ї торговця і судновласника Нейтена Де Міля. Він відвідував Академію Хортона у Вулфвілі та провів один рік в Університеті Акадії. Потім подорожував зі своїм братом Елішем Баддом до Європи, провівши півроку в Англії, Франції та Італії, сцени з яких стали декораціями для багатьох його робіт. Незабаром після повернення до Північної Америки він вступив до Університету Брауна, де отримав ступінь магістра мистецтв у 1854 році. Згодом одружився з Енн Прайор, донькою ректора Університету Акадії Джона Прайора, і був там призначений професором класики. Він працював там до 1865 року, коли прийняв нове призначення в Далхаузі як професор англійської мови та риторики .
Де Міль викладав класичну філологію, а також історію та риторику в коледжі Акадії у Вулфвілі (Нова Шотландія), а потім англійську мову в університеті Далхаузі в Галіфаксі та працював неповний робочий день як автор. Він продовжував писати та викладати в Далхаузі до своєї передчасної смерті у віці 46 років  Його творчість включає історичні та фантастичні романи, сатири та пригодницькі романи для молоді.
Сьогодні його найвідомішим твором вваєжається анонімно опублікований посмертно фантастичний роман «Дивний рукопис, знайдений у мідному циліндрі» (A Strange Manuscript Found in a Copper Cylinder, 1888). Це сатирична антиутопія, оформлена в історії про подорожі та пригоди моряка на Південному полюсі. "Рукопис" іноді розглядається як наслідування творів Генрі Райдера Хаггарда та Жуля Верна; Однак ці автори опублікували свої фантастичні звіти про подібні подорожі лише після 1880 року, дати смерті де Міля. У цьому відношенні Де Мілль є першим автором подібної літератури наприкінці 19 століття. На думку Джона Клюта твір є одним з найкращих творів наукової фантастики 19 століття . І понад століття цей популярний літературний жанр існує самостійно.
Серед інших творів виокремлюється історичний роман 1867 року «Дім Хелени: Розповідь про Рим у першому столітті»  (видання 1890 року мало підзаголовок : ідеал римського життя за часів Павла і Нерона). Чимало книг де Міля спочатку були опубліковані як серіал в таких періодичних виданнях, як Harper's Weekly .

## Вшанування
У 1937 році уряд Канади назвав де Мілля «Особою національного історичного значення» .

### Поезія
- За завісою. 1893 (посмертно).
- Клуб Додж, або Італія в 1859-му році (1873). Нью-Йорк 1869.
- Крижана пані. Нью-Йорк 1870.

### Книги для молоді
Серія BOWC Club:
- Брати Білого Хреста: Книга для хлопчиків (така ж «BOWC») (1869)
- Хлопці з великої дошкільної школи (1870)
- Загублений у тумані (1870)
- Пожежа в лісі (1871)
- Підхоплений дрейф (1872)

### Нехудожні книги
- Рання англійська церква (1877)
- Елементи риторики (1878)

### Інші твори
- Книга для хлопчиків: містить історії про хлопчиків, які завоювали шлях до честі чи багатства слухняністю, працьовитістю та благочестям (1860?)
- Мученик катакомб: Розповідь про стародавній Рим (1865) — спочатку опублікований під псевдонімом «Анонімний християнин» [4]
- Тиждень у Форестдейлі, бути літньою ідилою (1868)
- Замок в Іспанії (1869)
- Корд і Кріз (1869)
- Криптограма (1871)
- Американський барон (1872)
- Комедія жахів (1872)
- Відкрите питання (1873)
- Сім пагорбів (1873)
- Скарби морів (1873)
- Лілія і хрест: Роман / Повість про Акадію (1874)
- Живе посилання (1874)
- Серед розбійників (1875)
- The Babes in the Wood, трагічна комедія: історія Італійської революції 1848 року (1875)
- Два дядьки Джона Вілера, або Початок життя: історія для хлопчиків (1877)
- Крилатий лев; або Історії Венеції (1877)
- Старий Гарт: Історія Сицилії (1883)
- Дивний рукопис, знайдений у мідному циліндрі. Нью-Йорк 1888 (посмертно).
- Гніздо піратів: піратський вірш з семи морів (????)
- Мила пані з Пассамакводді (????)